# NGC 7036
NGC 7036 is een groep van 3 sterren in het sterrenbeeld Pegasus. Het hemelobject werd op 11 oktober 1825 ontdekt door de Britse astronoom John Herschel.